# غيقة

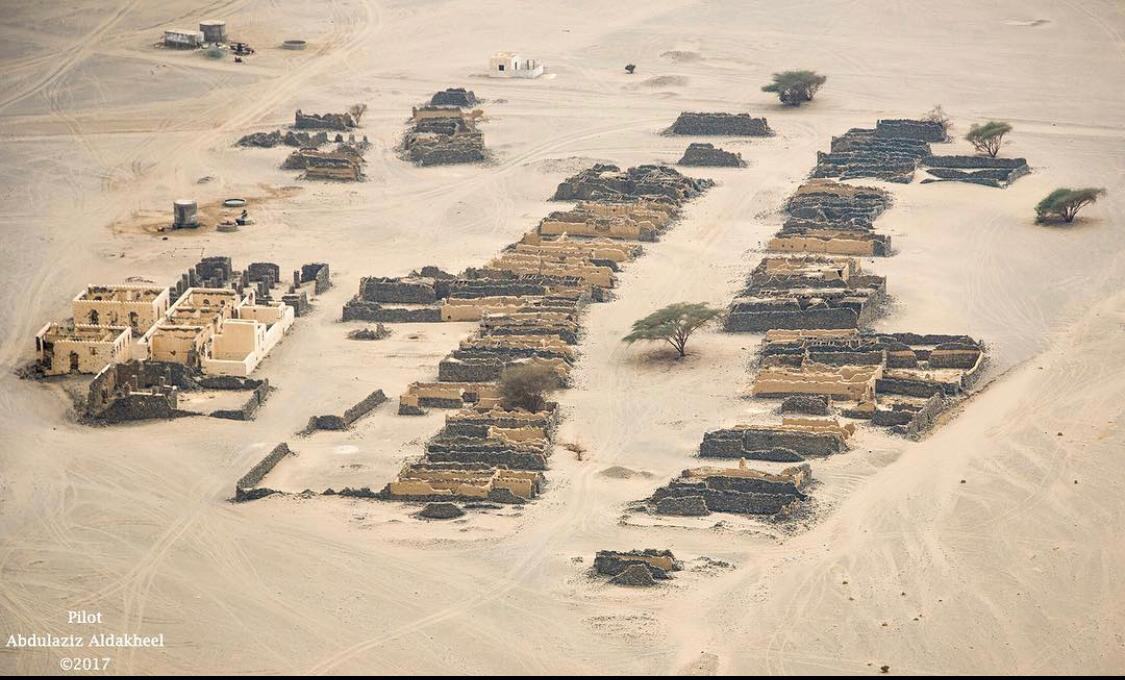
قرية غيقة التاريخية

غَيْقَة قرية تاريخية، ومحطة قوافل قديمة على الطريق السلطاني بين مكة المكرمة والمدينة المنورة. كانت من بلاد غفار، تقع شرق محافظة بدر. واشتهرت بسوقها التجاري الكبير، وتوجد فيها بئر ابن حصاني. وعندما ظهرت السيارات اندثرت القرية، ولا زالت الآبار باقية يستقى منها.
قال كثير عزة الشاعر
الموقع
تقع القرية شرق محافظة بدر، وهي إحدى محافظات منطقة المدينة المنورة والغنية بالكثير من المعالم والشواهد التاريخية، كما تُعد من أهم المناطق الزراعية والسياحية، إذ شهدت أرض بدر أهم غزوة في الإسلام
وقرية غيْقَة من القرى التي تحتوي على إرث تاريخي ضخم ووصفها عاتق البلادي الحربي المؤرخ والجغرافي والأديب السعودي في معجمه حول معالم الحجاز إنها في مكان أسفل العرج، في سهل واسع يحف به من الجنوب الشرقي جبل صبح، ثافل الأكبر، ومن الشمال الشرقي جبل فعرى، وترى منها غربًا جبل كراش، نصفًا بين غيقة وبدر، وفيه يجري سيل وادي العرج الذي يسمى فوقه غيقة الملف، وأسفل منها المعرج، ويصل بين غيقة ووادي الصفراء طريق الخائع، شعبتان بينهما ريع تصب أحداهما شمالاً في وادي الصفراء قرب قرية الواسطة (الصفراء)، والأخرى بغيقة قرب القصيبة.

## سوق غيقة التاريخي
اشتهرت غيقة بسوقها التجاري الكبير الذي ضم العديد من المحلات التجارية التي بنيت من الحجر وسقفت بجريد النخل، ولازال معظمها متمسك بالوجود رغم مرور السنوات الطويلة التي مرت عليها، ضم السوق الكثير من البضائع التي جمعت أعداد كبيرة من أهالي القرى والهجر المجاورة، إضافة إلى المارين بالقرية.

## آبار غيقة وقصر مجصص
تضم القرية الكثير من الآبار اشهرها بئر ابن حصاني ما جعلها محطة هامة على طريق الحج، ويسمى الطريق عبر غيقة بالطريق السلطاني نظراً لأهميته في ذلك الوقت وسهولة السير عليه وتوفر الماء فيه.
ووصفت بأنها ذات حوانيت كثيرة هدم بعضها وبعضها لازال صالحاً للاستعمال، أما مبانيها فبُنيت كلها من الحجر وتفتح أبوابها على أزقتها الضيقة، ويوجد فيها قصر مجصص التاريخي وهو مكون من ثلاثة أجنحة لازالت صامدة وقوية ويوجد فيها مبانٍ من الحجر والطين تشهد على تاريخها.
وفي عام 1360هـ انقطع عنها سير القوافل بسبب ظهور السيارات والتخلي عن الجمال التي كانت ترعى عند آبار الحصاني، بجانبها أيضاً ثلاث آبار يقع إثنين منها إلى جهة الغرب وواحدة إلى الشرق، وهي في وسط وادي غيقة، ويفترق الطريق القادم من مستورة إلى شعبتين، شعبة تقبل وادي غيقة فتأخذ في ملف غيقة ثم وادي العرج ثم تأخذ الشفية إلى المسيجيد، وأخرى تأخذ الخائع شمالاً، إلى الواسطة فالحمراء فالخيف فالمسيجيد. وهي المرحلة الثامنة من مكة.